# Appendicula merrillii
Appendicula merrillii är en orkidéart som beskrevs av Oakes Ames. Appendicula merrillii ingår i släktet Appendicula och familjen orkidéer. Inga underarter finns listade i Catalogue of Life.